# 2008년 하계 올림픽 야구 남자부 선수 명단
2008년 하계 올림픽 야구 선수 명단은 다음과 같다.

## 네덜란드
- 감독 로버르트 에인호른
- 코치 브라이언 팔리, 빔 마르티뉘스, 잭 허버드, 파울 판 덴 우버르

|  | 투수   | 다비트 베르흐만        | 1981년 8월 16일(26세)  | 코렌돈 킨헤임                   |  |  |
|  | 투수   | 레온 보이드            | 1983년 8월 30일(24세)  | 넵투누스                        |  |  |
|  | 투수   | 로프 코르데만스        | 1974년 10월 31일(33세) | 스파르타 로테르담               |  |  |
|  | 투수   | 미힐 판 캄펀           | 1976년 1월 23일(32세)  | 코렌돈 킨헤임                   |  |  |
|  | 투수   | 디호마르 마크웰        | 1980년 8월 8일(28세)   | 넵투누스                        |  |  |
|  | 투수   | 샤이론 마르티스        | 1987년 3월 30일(21세)  | 워싱턴 내셔널스 산하 마이너     |  |  |
|  | 투수   | 룩 판 밀               | 1984년 9월 15일(23세)  | 미네소타 트윈스 산하 마이너     |  |  |
|  | 투수   | 알렉산더르 스밋        | 1985년 10월 2일(22세)  | 신시네티 레즈 산하 마이너       |  |  |
|  | 투수   | J. C. 쉴바란           | 1989년 11월 9일(18세)  | 아메리칸 헤리테지 스쿨          |  |  |
|  | 투수   | 핌 발스마              | 1987년 2월 3일(21세)   | 암스트레담 파이레트스           |  |  |
|  |        |                        |                        |                                 |  |  |
|  | 포수   | 시드니 더 용           | 1979년 4월 14일(29세)  | 암스트레담 파이레트스           |  |  |
|  | 포수   | 티어르크 스메이츠      | 1980년 6월 3일(28세)   | 코렌돈 킨헤임                   |  |  |
|  |        |                        |                        |                                 |  |  |
|  | 내야수 | 샤르놀 아드리아나      | 1970년 11월 13일(37세) | 로호스 델 아길라 데 베라크루스  |  |  |
|  | 내야수 | 유렌덜 더 카스터르     | 1979년 9월 26일(28세)  | 클리블랜드 인디언스 산하 마이너 |  |  |
|  | 내야수 | 마이클 뒤르스마        | 1978년 2월 26일(30세)  | 베센 피오니어스                 |  |  |
|  | 내야수 | 퍼시 이세니아          | 1976년 12월 25일(31세) | 스파르타 로테르담               |  |  |
|  | 내야수 | 룰 콜런                | 1982년 4월 20일(26세)  | 코렌돈 킨헤임                   |  |  |
|  | 내야수 | 레일리 레히토          | 1978년 7월 26일(30세)  | 넵투누스                        |  |  |
|  | 내야수 | 예룬 슬라위터르        | 1975년 4월 2일(33세)   | 넵투누스                        |  |  |
|  |        |                        |                        |                                 |  |  |
|  | 외야수 | 브라이언 엥엘하르트    | 1982년 1월 10일(26세)  | 코렌돈 킨헤임                   |  |  |
|  | 외야수 | 유진 킹세일            | 1976년 8월 20일(31세)  | 넵투누스                        |  |  |
|  | 외야수 | 디르크 판 엇클로스터르 | 1976년 4월 23일(32세)  | 코렌돈 킨헤임                   |  |  |
|  | 외야수 | 마르테인 메이우이스    | 1982년 7월 14일(26세)  | 넵투누스                        |  |  |
|  | 외야수 | 대니 롬블리            | 1979년 11월 26일(28세) | 코렌돈 킨헤임                   |  |  |

## 대한민국
- 감독 김경문
- 코치 조계현, 김광수, 김기태

| 11 | 투수   | 오승환        | 1982년 7월 15일(26세)  | 삼성 라이온즈     |  |  |
| 13 | 투수   | 장원삼        | 1983년 6월 9일(25세)   | 롯데 자이언츠     |  |  |
| 17 | 투수   | 김광현        | 1988년 7월 22일(20세)  | SK 와이번스       |  |  |
| 21 | 투수   | 정대현        | 1978년 11월 10일(29세) | SK 와이번스       |  |  |
| 22 | 투수   | 한기주        | 1987년 4월 29일(21세)  | 기아 타이거즈     |  |  |
| 28 | 투수   | 윤석민        | 1986년 7월 24일(22세)  | 기아 타이거즈     |  |  |
| 47 | 투수   | 권혁          | 1983년 11월 6일(24세)  | 삼성 라이온즈     |  |  |
| 51 | 투수   | 봉중근        | 1980년 7월 15일(28세)  | LG 트윈스         |  |  |
| 91 | 투수   | 송승준        | 1980년 6월 29일(28세)  | 롯데 자이언츠     |  |  |
| 99 | 투수   | 류현진        | 1987년 3월 25일(21세)  | 한화 이글스       |  |  |
|    |        |               |                        |                   |  |  |
| 20 | 포수   | 진갑용 (주장) | 1974년 5월 8일(34세)   | 삼성 라이온즈     |  |  |
| 37 | 포수   | 강민호        | 1985년 8월 18일(22세)  | 롯데 자이언츠     |  |  |
|    |        |               |                        |                   |  |  |
| 3  | 내야수 | 고영민        | 1984년 2월 8일(24세)   | 두산 베어스       |  |  |
| 7  | 내야수 | 박진만        | 1976년 11월 30일(31세) | 삼성 라이온즈     |  |  |
| 8  | 내야수 | 정근우        | 1982년 10월 2일(25세)  | SK 와이번스       |  |  |
| 10 | 내야수 | 이대호        | 1982년 6월 21일(26세)  | 롯데 자이언츠     |  |  |
| 14 | 내야수 | 김민재        | 1973년 1월 3일(35세)   | 한화 이글스       |  |  |
| 18 | 내야수 | 김동주        | 1976년 2월 3일(32세)   | 두산 베어스       |  |  |
| 25 | 내야수 | 이승엽        | 1976년 8월 18일(31세)  | 요미우리 자이언츠 |  |  |
|    |        |               |                        |                   |  |  |
| 15 | 외야수 | 이용규        | 1985년 8월 26일(22세)  | 기아 타이거즈     |  |  |
| 29 | 외야수 | 이택근        | 1980년 7월 10일(28세)  | 우리 히어로즈     |  |  |
| 35 | 외야수 | 이진영        | 1980년 6월 15일(28세)  | SK 와이번스       |  |  |
| 39 | 외야수 | 이종욱        | 1980년 6월 18일(28세)  | 두산 베어스       |  |  |
| 50 | 외야수 | 김현수        | 1988년 1월 12일(20세)  | 롯데 자이언츠     |  |  |

## 미국
- 감독 데이비 존슨
- 코치 릭 엑스타인, 레지 스미스, 마르셀 라슈만, 딕 쿡, 롤리 드 아르마스

| 15 | 투수   | 브랜던 나이트       | 1975년 10월 1일(32세)  | 뉴욕 메츠 산하 마이너             |  |  |
| 21 | 투수   | 마이크 코플로브     | 1976년 8월 30일(31세)  | 로스엔젤레스 다저스 산하 마이너   |  |  |
| 29 | 투수   | 스티븐 스트라스버그 | 1988년 7월 20일(20세)  | 샌디에고 주립 대학교              |  |  |
| 30 | 투수   | 트레버 카힐         | 1988년 3월 1일(20세)   | 오클랜드 애슬레틱스 산하 마이너   |  |  |
| 34 | 투수   | 제이크 아리에타     | 1986년 3월 6일(22세)   | 볼티모어 오리올스 산하 마이너     |  |  |
| 35 | 투수   | 케이시 웨더스       | 1985년 6월 10일(23세)  | 콜로라도 로키스 산하 마이너       |  |  |
| 37 | 투수   | 제프 스티븐스       | 1983년 9월 5일(24세)   | 클리블랜드 인디언스 산하 마이너   |  |  |
| 39 | 투수   | 케빈 젭슨           | 1984년 7월 26일(24세)  | 로스앤젤레스 에인절스 산하 마이너 |  |  |
| 40 | 투수   | 브렛 앤더슨         | 1988년 2월 1일(20세)   | 오클랜드 애슬레틱스 산하 마이너   |  |  |
| 45 | 투수   | 브라이언 듀엔싱     | 1983년 2월 22일(25세)  | 미네소타 트윈스 산하 마이너       |  |  |
| 47 | 투수   | 제레미 커밍스       | 1976년 11월 7일(31세)  | 탬파베이 레이스 산하 마이너       |  |  |
|    |        |                     |                        |                                   |  |  |
| 6  | 포수   | 루 마슨             | 1986년 6월 26일(22세)  | 필라델피아 필리스 산하 마이너     |  |  |
| 19 | 포수   | 테일러 티가든       | 1983년 12월 21일(24세) | 텍사스 레인저스 산하 마이너       |  |  |
|    |        |                     |                        |                                   |  |  |
| 2  | 내야수 | 제이슨 도널드       | 1984년 9월 4일(23세)   | 필라델피아 필리스 산하 마이너     |  |  |
| 3  | 내야수 | 제이슨 닉스         | 1982년 8월 26일(25세)  | 콜로라도 로키스 산하 마이너       |  |  |
| 10 | 내야수 | 마이크 헤스먼       | 1978년 3월 5일(30세)   | 디트로이트 타이거스 산하 마이너   |  |  |
| 17 | 내야수 | 매튜 브라운         | 1982년 8월 8일(26세)   | 로스앤젤레스 에인절스 산하 마이너 |  |  |
| 18 | 내야수 | 브라이언 바든       | 1981년 4월 2일(27세)   | 세인트루이스 카디널스 산하 마이너 |  |  |
| 26 | 내야수 | 테리 티피           | 1979년 4월 21일(29세)  | 로스엔젤레스 다저스 산하 마이너   |  |  |
|    |        |                     |                        |                                   |  |  |
| 7  | 외야수 | 존 갈               | 1978년 4월 2일(30세)   | 플로리다 말린스 산하 마이너       |  |  |
| 14 | 외야수 | 네이트 쉬어홀츠     | 1984년 2월 15일(24세)  | 샌프란시스코 자이언츠 산하 마이너 |  |  |
| 24 | 외야수 | 덱스터 파울러       | 1986년 3월 22일(22세)  | 콜로라도 로키스 산하 마이너       |  |  |
| 44 | 외야수 | 매튜 라포르타       | 1985년 1월 8일(23세)   | 클리블랜드 인디언스 산하 마이너   |  |  |

## 일본
- 감독 호시노 센이치
- 코치 다부치 고이치, 야마모토 고지, 오노 유타카

| 11 | 투수   | 가와카미 겐신     | 1975년 6월 22일(33세)  | 주니치 드래건스            |  |  |
| 13 | 투수   | 이와세 히토키     | 1974년 11월 10일(33세) | 주니치 드래건스            |  |  |
| 15 | 투수   | 다나카 마사히로   | 1988년 11월 1일(19세)  | 도호쿠 라쿠텐 골든이글스   |  |  |
| 16 | 투수   | 와쿠이 히데아키   | 1986년 6월 21일(22세)  | 사이타마 세이부 라이온스   |  |  |
| 17 | 투수   | 나루세 요시히사   | 1985년 10월 13일(22세) | 지바 롯데 마린스           |  |  |
| 18 | 투수   | 다르빗슈 유       | 1986년 8월 16일(21세)  | 홋카이도 닛폰햄 파이터스   |  |  |
| 19 | 투수   | 우에하라 고지     | 1975년 4월 3일(33세)   | 요미우리 자이언츠          |  |  |
| 21 | 투수   | 와다 쓰요시       | 1981년 2월 21일(27세)  | 후쿠오카 소프트뱅크 호크스 |  |  |
| 28 | 투수   | 후지카와 규지     | 1980년 7월 21일(28세)  | 한신 타이거스              |  |  |
| 47 | 투수   | 스기우치 도시야   | 1980년 10월 30일(27세) | 후쿠오카 소프트뱅크 호크스 |  |  |
|    |        |                   |                        |                            |  |  |
| 10 | 포수   | 아베 신노스케     | 1979년 3월 20일(29세)  | 요미우리 자이언츠          |  |  |
| 22 | 포수   | 사토자키 도모야   | 1976년 5월 20일(32세)  | 지바 롯데 마린스           |  |  |
| 27 | 포수   | 야노 아키히로     | 1968년 12월 6일(39세)  | 한신 타이거스              |  |  |
|    |        |                   |                        |                            |  |  |
| 2  | 내야수 | 아라키 마사히로   | 1977년 9월 13일(30세)  | 주니치 드래건스            |  |  |
| 3  | 내야수 | 나카지마 히로유키 | 1982년 7월 31일(26세)  | 사이타마 세이부 라이온스   |  |  |
| 6  | 내야수 | 미야모토 신야     | 1970년 11월 5일(37세)  | 도쿄 야쿠르트 스왈로스     |  |  |
| 7  | 내야수 | 니시오카 쓰요시   | 1984년 7월 27일(24세)  | 지바 롯데 마린스           |  |  |
| 25 | 내야수 | 아라이 다카히로   | 1977년 1월 30일(31세)  | 한신 타이거스              |  |  |
| 52 | 내야수 | 가와사키 무네노리 | 1981년 6월 3일(27세)   | 후쿠오카 소프트뱅크 호크스 |  |  |
| 55 | 내야수 | 무라타 슈이치     | 1980년 12월 28일(27세) | 요코하마 DeNA 베이스타스   |  |  |
|    |        |                   |                        |                            |  |  |
| 23 | 외야수 | 아오키 노리치카   | 1982년 1월 5일(26세)   | 도쿄 야쿠르트 스왈로스     |  |  |
| 31 | 외야수 | 모리노 마사히코   | 1978년 7월 28일(30세)  | 주니치 드래건스            |  |  |
| 41 | 외야수 | 이나바 아쓰노리   | 1972년 8월 3일(36세)   | 홋카이도 닛폰햄 파이터스   |  |  |
| 46 | 외야수 | G.G. 사토         | 1978년 8월 9일(30세)   | 사이타마 세이부 라이온스   |  |  |

## 중화인민공화국
- 감독 짐 르페브르
- 코치 이셩, 스티븐 온티베로스

| 3  | 투수   | 첸준이   | 1981년 8월 26일(26세)  | 쓰촨 드래곤스               |  |  |
| 11 | 투수   | 리우카이 | 1987년 10월 11일(20세) | 걸프 코스트 양키스          |  |  |
| 15 | 투수   | 부타오   | 1982년 7월 15일(26세)  | 광둥 레오파스               |  |  |
| 17 | 투수   | 루지앙강 | 1979년 2월 19일(29세)  | 톈진 라이언스               |  |  |
| 18 | 투수   | 왕난     | 1981년 10월 7일(26세)  | 베이징 타이거스             |  |  |
| 20 | 투수   | 쉬정     | 1981년 5월 10일(27세)  | 베이징 타이거스             |  |  |
| 27 | 투수   | 장리     | 1980년 2월 3일(28세)   | 상하이 이글스               |  |  |
| 28 | 투수   | 쑨궈창   | 1974년 5월 30일(34세)  | 장쑤 휴즈홀스               |  |  |
| 30 | 투수   | 궈유화   | 1983년 9월 29일(24세)  | 쓰촨 드래곤스               |  |  |
| 33 | 투수   | 천쿤     | 1980년 3월 5일(28세)   | 쓰촨 드래곤스               |  |  |
| 51 | 투수   | 리첸하오 | 1977년 7월 2일(31세)   | 베이징 타이거스             |  |  |
| 60 | 투수   | 리웨이량 | 1980년 9월 2일(27세)   | 베이징 타이거스             |  |  |
|    |        |          |                        |                             |  |  |
| 2  | 포수   | 양양     | 1986년 5월 19일(22세)  | 베이징 타이거스             |  |  |
| 56 | 포수   | 왕웨이   | 1978년 12월 25일(29세) | 시애틀 매리너스 산하 마이너 |  |  |
|    |        |          |                        |                             |  |  |
| 7  | 내야수 | 쑨웨이   | 1976년 9월 11일(31세)  | 베이징 타이거스             |  |  |
| 9  | 내야수 | 장유평   | 1977년 2월 9일(31세)   | 상하이 이글스               |  |  |
| 13 | 내야수 | 지아유빙 | 1983년 2월 18일(25세)  | 시애틀 매리너스 산하 마이너 |  |  |
| 16 | 내야수 | 허우펑롄 | 1980년 7월 11일(28세)  | 톈진 라이언스               |  |  |
| 31 | 내야수 | 주드론   | 1985년 7월 4일(23세)   | 광둥 레오파스               |  |  |
|    |        |          |                        |                             |  |  |
| 1  | 외야수 | 순링펑   | 1978년 8월 14일(29세)  | 베이징 타이거스             |  |  |
| 6  | 외야수 | 리레이   | 1984년 6월 24일(24세)  | 베이징 타이거스             |  |  |
| 25 | 외야수 | 왕차오   | 1985년 3월 23일(23세)  | 톈진 라이언스               |  |  |
| 66 | 외야수 | 장홍보   | 1980년 6월 6일(28세)   | 광둥 레오파스               |  |  |
| 88 | 외야수 | 펑페이   | 1983년 2월 18일(25세)  | 쓰촨 드래곤스               |  |  |

## 중화 타이베이
- 감독 헝이청
- 코치 셰창헝, 루밍수, 겅준탕

| 12 | 투수   | C. C. 리   | 1986년 10월 21일(21세) | 타이베이 체육대학교         |  |  |
| 17 | 투수   | 조진희     | 1981년 6월 2일(27세)   | 무소속                      |  |  |
| 18 | 투수   | 판웨이룬   | 1982년 3월 5일(26세)   | 유니 세븐일레븐 라이언스    |  |  |
| 19 | 투수   | 루오지아렌 | 1986년 4월 7일(22세)   | 중국 문화 대학              |  |  |
| 21 | 투수   | 천웨이인   | 1985년 6월 12일(23세)  | 주니치 드래곤스             |  |  |
| 36 | 투수   | 니포더     | 1982년 11월 14일(25세) | 중신 웨일스                 |  |  |
| 46 | 투수   | 양젠푸     | 1979년 4월 22일(29세)  | 싱농 볼스                   |  |  |
| 81 | 투수   | 쉬원시옹   | 1978년 12월 5일(29세)  | 라뉴 베어스                 |  |  |
| 96 | 투수   | 정카이웬   | 1988년 7월 26일(20세)  | 중국 문화 대학              |  |  |
| 99 | 투수   | 장즈자     | 1980년 5월 6일(28세)   | 라뉴 베어스                 |  |  |
|    |        |            |                        |                             |  |  |
| 27 | 포수   | 예준장     | 1972년 10월 25일(35세) | 싱농 볼스                   |  |  |
| 34 | 포수   | 가오즈강   | 1981년 2월 7일(27세)   | 유니 세븐일레븐 라이언스    |  |  |
| 41 | 포수   | 첸펑민     | 1977년 10월 29일(30세) | 라뉴 베어스                 |  |  |
|    |        |            |                        |                             |  |  |
| 6  | 내야수 | 시치웨이   | 1977년 8월 4일(31세)   | 라뉴 베어스                 |  |  |
| 7  | 내야수 | 궈옌웬     | 1988년 10월 25일(19세) | 신시내티 레즈 산하 마이너   |  |  |
| 11 | 내야수 | 장지셴     | 1988년 2월 21일(20세)  | 보스턴 레드삭스 산하 마이너 |  |  |
| 23 | 내야수 | 펭정민     | 1978년 8월 6일(30세)   | 슝디 엘리펀츠               |  |  |
| 31 | 내야수 | 린즈성     | 1982년 1월 1일(26세)   | 라뉴 베어스                 |  |  |
| 49 | 내야수 | 장타이산*  | 1976년 10월 31일(31세) | 싱농 볼스                   |  |  |
|    |        |            |                        |                             |  |  |
| 24 | 외야수 | 린저쉬안   | 1988년 9월 21일(19세)  | 보스턴 레드삭스 산하 마이너 |  |  |
| 28 | 외야수 | 가오궈휘   | 1985년 9월 26일(22세)  | 시애틀 매리너스 산하 마이너 |  |  |
| 52 | 외야수 | 천진펑     | 1977년 10월 28일(30세) | 라뉴 베어스                 |  |  |
| 55 | 외야수 | 판우슝     | 1981년 3월 11일(27세)  | 유니 세븐일레븐 라이언스    |  |  |
| 66 | 외야수 | 장젠밍     | 1980년 7월 27일(28세)  | 싱농 볼스                   |  |  |

- 8월 13일 네덜란드와의 경기 전에 장타이산이 금지 약물 양성이 나왔고, 국제 야구 연맹은 출전 금지 처분을 내렸다.[7] 이에 중화 타이베이 야구 국가대표팀은 장타이산을 제외한 23명으로 대회에 참가했다.

## 캐나다
- 감독 데니스 부셰
- 코치 테리 폴, 그렉 해밀턴, 롭 듀시

| 22 | 투수   | 팀 버튼             | 1983년 7월 30일(25세)  | 클리블랜드 인디언스 산하 마이너   |  |  |
| 23 | 투수   | 데이비드 데이비슨   | 1984년 4월 23일(24세)  | 피츠버그 파이리츠 산하 마이너     |  |  |
| 24 | 투수   | 제임스 에이버리     | 1984년 6월 10일(24세)  | 신시네티 레즈 산하 마이너         |  |  |
| 25 | 투수   | 마이크 존슨         | 1975년 10월 3일(32세)  | 라뉴 베어스                       |  |  |
| 31 | 투수   | 스티브 그린         | 1978년 1월 26일(30세)  | 필라델피아 필리스                 |  |  |
| 32 | 투수   | 브룩스 맥니븐       | 1981년 6월 19일(27세)  | 샌프란시스코 자이언츠 산하 마이너 |  |  |
| 34 | 투수   | 크리스 레이츠마     | 1977년 12월 31일(30세) | 무소속                            |  |  |
| 35 | 투수   | 크리스 베그         | 1979년 9월 12일(28세)  | 샌프란시스코 자이언츠 산하 마이너 |  |  |
| 37 | 투수   | 레알 코미어         | 1967년 4월 23일(41세)  | 멍크턴 메츠                       |  |  |
| 42 | 투수   | RJ 스와인들         | 1983년 7월 7일(25세)   | 필라델피아 필리스 산하 마이너     |  |  |
|    |        |                     |                        |                                   |  |  |
| 17 | 포수   | 에머슨 프로스타드   | 1983년 1월 13일(25세)  | 텍사스 레인저스 산하 마이너       |  |  |
| 28 | 포수   | 데이비드 코렌테     | 1983년 10월 13일(24세) | 토론토 블루제이스 산하 마이너     |  |  |
| 30 | 포수   | 크리스 로빈슨       | 1984년 5월 12일(24세)  | 시카고 컵스 산하 마이너           |  |  |
|    |        |                     |                        |                                   |  |  |
| 9  | 내야수 | 맷 로겔스타드       | 1982년 9월 13일(25세)  | 워싱턴 내셔널스 산하 마이너       |  |  |
| 11 | 내야수 | 스터비 클랩         | 1973년 2월 24일(35세)  | 랭글리 블레이즈 (코치)            |  |  |
| 14 | 내야수 | 브렛 로리           | 1990년 1월 18일(18세)  | 렉싱턴 레전드                     |  |  |
| 15 | 내야수 | 엠마누엘 가르시아   | 1986년 3월 4일(22세)   | 뉴욕 메츠 산하 마이너             |  |  |
| 29 | 내야수 | 지미 반 오스트랜드  | 1984년 8월 7일(24세)   | 휴스턴 애스트로스 산하 마이너     |  |  |
| 40 | 내야수 | 스캇 토르먼         | 1982년 1월 6일(26세)   | 애틀랜타 브레이브스 산하 마이너   |  |  |
|    |        |                     |                        |                                   |  |  |
| 7  | 외야수 | 아담 스턴           | 1980년 2월 12일(28세)  | 볼티모어 오리올스 산하 마이너     |  |  |
| 19 | 외야수 | 라이언 라드마노비치 | 1971년 8월 9일(37세)   | 서머싯 패트리어츠                 |  |  |
| 20 | 외야수 | 마이클 샌더스       | 1986년 11월 19일(21세) | 시애틀 매리너스 산하 마이너       |  |  |
| 33 | 외야수 | 닉 웨글라즈         | 1981년 3월 11일(27세)  | 클리블랜드 인디언스 산하 마이너   |  |  |

- 처음 지명된 피트 오르 선수가 메이저 리그 베이스볼 워싱턴 내셔널스 40인 명단에 들어가면서 참가하지 못했고[9] 대신해서 엠마누엘 가르시아 선수가 참가했다.[10] 스콧 리치먼드 또한 토론토 블루제이스 40인 명단에 들어가면서 참가를 못했고 대신해서 제임스 에이버리 선수가 참가했다.[11]

## 쿠바
- 감독 안토니오 파체코

| 16 | 투수   | 아디엘 팔마              | 1970년 8월 20일(37세)  | 엘리판테스 데 시엔푸에고스      |  |  |
| 20 | 투수   | 노르게 루이스 베라       | 1971년 10월 3일(36세)  | 산티아고 데 쿠바                |  |  |
| 23 | 투수   | 비시오한드리 오델린      | 1980년 6월 26일(28세)  | 토로스 데 카마과이              |  |  |
| 32 | 투수   | 노르베르토 곤잘레스      | 1979년 10월 10일(28세) | 엘리판테스 데 시엔푸에고스      |  |  |
| 42 | 투수   | 미구엘 라헤라            | 1985년 1월 24일(23세)  | 라 아바나                       |  |  |
| 45 | 투수   | 존더 마르티네즈          | 1978년 6월 22일(30세)  | 라 아바나                       |  |  |
| 62 | 투수   | 야디에르 페드로소        | 1986년 4월 9일(22세)   | 라 아바나                       |  |  |
| 64 | 투수   | 엘리에 산체스            | 1986년 10월 4일(21세)  | 토로스 데 카마과이              |  |  |
| 74 | 투수   | 루이스 미구엘 로드리게스 | 1973년 6월 3일(35세)   | 사부세오스 데 올긴              |  |  |
| 99 | 투수   | 페드로 루이스 라소       | 1973년 4월 15일(35세)  | 베게로스 데 피나르 델 리오      |  |  |
|    |        |                          |                        |                                 |  |  |
| 5  | 포수   | 에리엘 산체스            | 1975년 4월 12일(33세)  | 갈로스 데 산티 스피리츠         |  |  |
| 8  | 포수   | 아리엘 페스타노          | 1974년 1월 31일(34세)  | 나란자스 데 빌라 클라라         |  |  |
| 40 | 포수   | 롤란도 메리뇨            | 1971년 2월 17일(37세)  | 산티아고 데 쿠바                |  |  |
|    |        |                          |                        |                                 |  |  |
| 2  | 내야수 | 에두아르도 파렛          | 1972년 10월 23일(35세) | 산티아고 데 쿠바                |  |  |
| 3  | 내야수 | 루이스 미구엘 나바스     | 1980년 2월 2일(28세)   | 나란자스 데 빌라 클라라         |  |  |
| 10 | 내야수 | 율리에스키 구리엘        | 1984년 6월 9일(24세)   | 갈로스 데 산티 스피리츠         |  |  |
| 12 | 내야수 | 미셸 엔리케스            | 1979년 2월 11일(29세)  | 피라타스 데 이슬라 데 라 쿠벤툰 |  |  |
| 28 | 내야수 | 헥터 올리베라            | 1985년 4월 5일(23세)   | 산티아고 데 쿠바                |  |  |
| 55 | 내야수 | 알렉산더 마예타          | 1977년 2월 22일(31세)  | 인더스트릴레스                  |  |  |
|    |        |                          |                        |                                 |  |  |
| 1  | 외야수 | 조르비스 뒤베르겔        | 1979년 9월 8일(28세)   | 인디오스 데 관타나모            |  |  |
| 1  | 외야수 | 요안드리 우르겔레스      | 1981년 7월 28일(27세)  | 인더스트릴레스                  |  |  |
| 24 | 외야수 | 프레데릭 세페다          | 1980년 4월 8일(28세)   | 갈로스 데 산티 스피리츠         |  |  |
| 54 | 외야수 | 알프레도 데스파이네      | 1986년 6월 17일(22세)  | 알라자네스 데 그랜마            |  |  |
| 88 | 외야수 | 알렉세이 벨              | 1983년 10월 2일(24세)  | 산티아고 데 쿠바                |  |  |